# Urostrophus
Urostrophus – rodzaj jaszczurek z podrodziny Enyaliinae w obrębie rodziny Leiosauridae.

## Zasięg występowania
Rodzaj obejmuje gatunki występujące w Ameryce Południowej (Brazylia, Boliwia, Urugwaj, Paragwaj i Argentyna).

## Systematyka
Rodzaj zdefiniowała w 1837 roku para francuskich zoologów André Marie Constant Duméril i Gabriel Bibron w publikacji ich autorstwa dotyczącej herpetologii. Gatunkiem typowym jest (oznaczenie monotypowe) Urostrophus vautieri.

### Etymologia
- Urostrophus: gr. ουρα oura ‘ogon’; στροφος strophos ‘skręcony’[8].
- Anisolepis: gr. ανισος anisos ‘nierówny’, od negatywnego przedrostka αν- an-; ισος isos ‘równy’[9]; λεπις lepis, λεπιδος lepidos ‘łuska, płytka’, od λεπω lepō ‘łuszczyć’[10]. Gatunek typowy (oznaczenie monotypowe): Anisolepis iheringi Boulenger, 1885 (= Laemanctus undulatus Wiegmann, 1834).
- Aptycholaemus: gr. przedrostek negatywny α a ‘bez’[11]; πτυξ ptux, πτυχος ptukhos ‘fałda, warstwa’, od πτυσσω ptussō ‘sfałdować’[12]; λαιμος laimos ‘gardło’[13]. Gatunek typowy (oznaczenie monotypowe): Aptycholaemus longicauda Boulenger, 1891.

### Podział systematyczny
Do rodzaju należą następujące gatunki: 
- Urostrophus chungarae Carvalho, Laspiur, Klaczko, Rivas, Rodrigues, Sena & Céspedes, 2023
- Urostrophus gallardoi Etheridge & Williams, 1991
- Urostrophus grilli (Boulenger, 1891)
- Urostrophus longicauda (Boulenger, 1891)
- Urostrophus undulatus (Wiegmann, 1834)
- Urostrophus vautieri Duméril & Bibron, 1837